# OR7C1
Olfaktorni receptor 7C1 je protein koji je kod ljudi kodiran OR7C1 genom.
Olfaktorni receptori formiraju interakcije sa molekulima mirisa u nosu, čime se inicira neuronski respons koji izaziva percepciju mirisa. Oni su odgovorni za prepoznavanje i G proteinima posredovanu transdukciju mirisnih signala. Proteini olfaktornih receptora su članovi velike familije G protein spregnutih receptora (GPCR). Poput mnogih receptora za neurotransmitere i hormone, olfaktorni receptori imaju strukturu 7-transmembranskog domena. Oni su kodirani genima sa jednim eksonom. Geni olfaktornih receptora su najveća familija genoma. Nomenklatura gena i proteina olfaktornih receptora je nezavisna od drugih organizama.

## Literatura
- Vanderhaeghen P, Schurmans S, Vassart G, Parmentier M (1997). „Specific repertoire of olfactory receptor genes in the male germ cells of several mammalian species”. Genomics. 39 (3): 239—246. PMID 9119360. doi:10.1006/geno.1996.4490.
- Vanderhaeghen P, Schurmans S, Vassart G, Parmentier M (1997). „Molecular cloning and chromosomal mapping of olfactory receptor genes expressed in the male germ line: evidence for their wide distribution in the human genome”. Biochem. Biophys. Res. Commun. 237 (2): 283—287. PMID 9268701. doi:10.1006/bbrc.1997.7043.
- Fuchs T; Malecova B; Linhart C;  . (2003). „DEFOG: a practical scheme for deciphering families of genes”. Genomics. 80 (3): 295—302. PMID 12213199. doi:10.1006/geno.2002.6830.
- Strausberg RL; Feingold EA; Grouse LH;  . (2003). „Generation and initial analysis of more than 15,000 full-length human and mouse cDNA sequences”. Proc. Natl. Acad. Sci. U.S.A. 99 (26): 16899—16903. PMC 139241 . PMID 12477932. doi:10.1073/pnas.242603899.
- Malnic B, Godfrey PA, Buck LB (2004). „The human olfactory receptor gene family”. Proc. Natl. Acad. Sci. U.S.A. 101 (8): 2584—2589. PMC 356993 . PMID 14983052. doi:10.1073/pnas.0307882100.

## Spoljašnje veze
- OR7C1+protein,+human на 